# Sabrina (Azoren)
Koordinaten: 37° 50′ 30″ N, 25° 54′ 58″ W

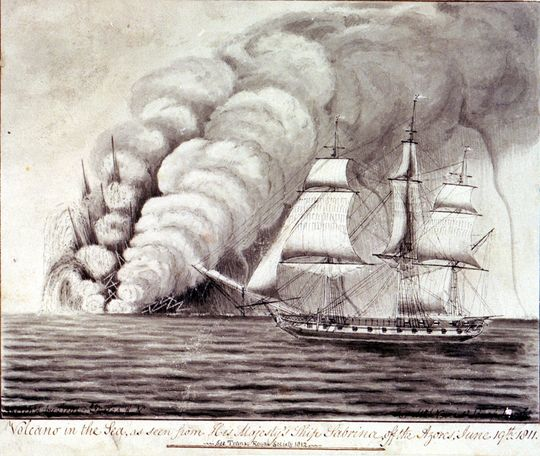
Entstehung von Sabrina Island (1811)

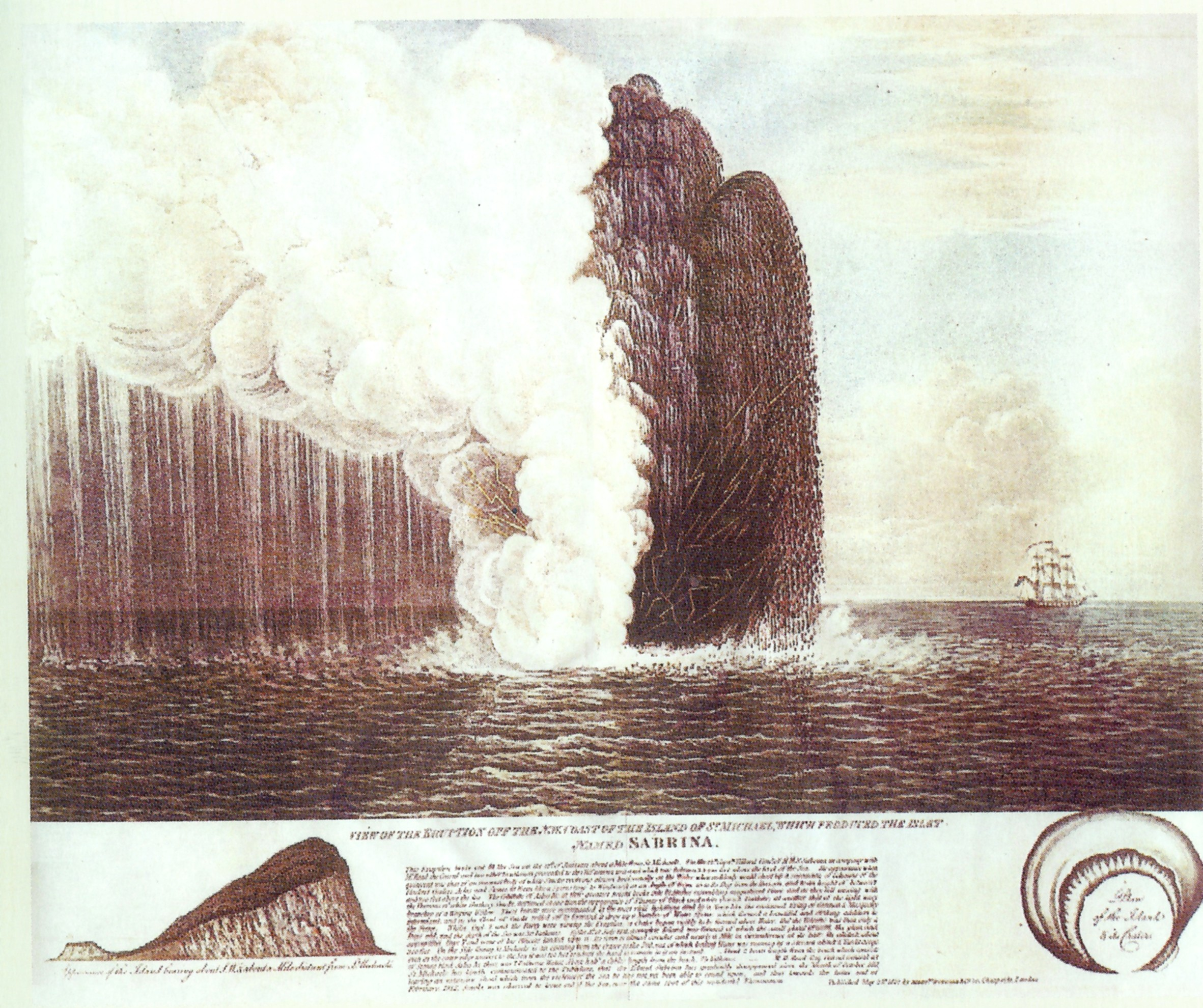
Beschreibung und Zeichnungen von Insel und Vulkanausbruch (1811)

Die Azoren-Insel Sabrina war eine Insel, die im Jahr 1811 nahe der Insel São Miguel vor der Gemeinde Ginetes als Folge des Ausbruchs eines Untersee-Vulkans entstand, aber bereits wenige Monate später wieder versank.

## Geschichte
Die Insel entstand im Juni/Juli des Jahres 1811 durch Eruptionen während eines unterseeischen Vulkanausbruches nahe der Gemeinde Ginetes auf der Insel São Miguel. Nur wenige Monate später war sie jedoch schon wieder verschwunden. Derartige Prozesse waren bis zu diesem Zeitpunkt nur selten dokumentiert und noch weniger analysiert. Dieses Mal war jedoch der britische Schiffskapitän S. Tillard zugegen, der nicht nur einzelnen Etappen der Entstehung dieser Insel beiwohnte, sondern auch die Insel erkundete und nach seinem Schiff auf den Namen Sabrina taufte. Vor allem aber veröffentlichte er einen Augenzeugenbericht in der wissenschaftlichen Zeitschrift Philosophical Transactions of the Royal Society of London.
Weiterhin veröffentlichte John Webster in seinem Buch über die geologischen Prozesse der Insel São Miguel auszugsweise sowohl Tillards Bericht als auch Zuschriften und Berichte von mehreren Bekannten Tillards, die ebenfalls beim Ausbruch zugegen waren und ihn in eigenen Worten beschrieben.

## Augenzeugenbericht
Nach Tillard begann der Ausbruch am 10. Juni 1811 vor der Insel São Miguel; am 12. passierte er die Stelle mit seinem Schiff, der HM Sabrina. Die gelegentlichen Rauchsäulen am Horizont ließen ihn erst an ein Seegefecht denken. Dann erinnerte er sich, von einem Vulkanausbruch in der Gegend bereits zum Jahresbeginn gehört zu haben. Die Vermutung bestätigte sich bei seinem Anlegen in der Straße von Ponta del Gada. Am 14.06. betrachtete er in Gesellschaft des Generalkonsuls der Azoren den Vulkanausbruch von einer Klippe auf der Insel São Miguel aus.
Tillard beschrieb kreisförmige Wolken, die wie ein horizontales Rad über dem Meer kreisten, unterbrochen von plötzlichen Aschesäulen. Zusammen verbanden sich diese Erscheinungen zu Bildern von mit Blitzen und Wassertüllen durchsetzten Straußenfedern und Trauerweiden. Die Ausbrüche waren von Kanonengeräuschen und Erdstößen begleitet, von denen einer einen Teil des Kliffs zum Absturz brachte, an dem Tillard und seine Gefolge gerade picknickten. Nachdem sie sich von ersten Schrecken erholt hatten, setzten sie ihr Picknick jedoch in größerer Distanz von der Klippe fort.
Der Ausbruch zog sich über einige Tage hin, am 16.06. äußerte er sich in einem anscheinend kontinuierlich andauernden Flammenblitz. Bei einem erneuten Besuch am 4. Juli hatte sich eine etwa achtzig Yards aus dem Meer herausragende Insel in einer Form ähnlich einem Amphitheater gebildet. Obwohl sie stellenweise noch rauchte, entschied sich Tillard, die Insel zu erkunden. Da die Brandung der Insel sehr steil aufragte, gelangten er und zwei seiner Offiziere nur unter Schwierigkeiten an Land. Sie fanden einen schmalen Strand aus schwarzer Asche, den zu umlaufen 12 Minuten dauerte. Tillard schätzte daraus die Größe der Insel auf weniger als eine Meile Kreisumfang. Die Insel selbst war zumeist zu steil oder zu heiß, um die Wände zu erklettern. Der Krater war mit kochendem Wasser gefüllt und entleerte sich über einen kleinen Fluss ins Meer. Das heiße Wasser sowie vermutlich Gifte, die beim Ausbruch aufkamen, waren wahrscheinlich für ein Massensterben von Fischen verantwortlich, die zur Zeit des Ausbruchs in der Umgebung an die Ufer gespült wurden.
An einer Klippe gelangten sie unter Schwierigkeiten hinauf zu einer Plattform. Dort hissten sie den Union Jack, die britische Flagge, tauften die Insel auf den Namen Sabrina und hinterließen in einer Flasche eine Beschreibung der Inselentstehung.

### Die Inselentstehung als Politikum
Diese Episode hätte vielleicht schwere politische Folgen nach sich gezogen: Denn Tillard hatte mit dem Hissen der britischen Flagge die Insel für das Britische Königreich beansprucht. Allerdings gehörten die Azoren zu Portugal. Um 1811 waren Großbritannien und Portugal Verbündete, und Portugal stand Großbritannien in der Wirtschaftsblockade bei – der Kontinentalsperre, die Napoleon gegen die britischen Inseln verhängt hatte.
Deswegen war es wohl eine glückliche Fügung des Schicksals, dass die Insel bereits wieder versunken war, als sie vermessen werden sollte. Vielleicht behauptete deshalb John Webster (1793–1850), die Insel wäre zu steil und zu heiß gewesen, um sie richtig zu betreten. Er fertigte ein Exzerpt aus Tillards Bericht an, ließ aber den Satz über die Landnahme und den Abschnitt über die Flagge aus.
Einen weiteren Augenzeugen zitiert Webster mit der Aussage, einige Leute hätten versucht zu landen. Die Insel wäre aber zu heiß gewesen und die Leute hätten die Insel sofort wieder verlassen. Dennoch bildete Webster in seinem Buch eine Zeichnung der Insel ab, auf der die Flagge zu sehen ist.

### Augenzeugenberichte in der Wissenschaft und die öffentliche Diskussion
Abgesehen von der politischen Dimension erregte die Beschreibung auch wissenschaftliches Interesse. Websters Interesse an der Insel resultierte vor allem aus seinem wissenschaftlichen Fokus auf der Geologie der Insel São Miguel. Seine Informationen zog er aus Augenzeugenberichten, die das Phänomen aus der Perspektive von Nichtwissenschaftlern beobachteten und beschrieben. Durch wissenschaftliche Zeitschriften erhielten die Augenzeugen, trotzdem sie nicht als Wissenschaftler galten, die Gelegenheit, den Stand wissenschaftlicher Erkenntnisse zu erweitern.
Alexander von Humboldt ging noch einen Schritt weiter. Er diskutierte die Entstehung der Insel im Zusammenhang mit Vulkanismus und Erdbeben in den Kosmos-Vorlesungen 1827/28 in Berlin, sowohl in der Universitätsvorlesung als auch den öffentlichen Vorlesungen in der Sing-Akademie. Dadurch brachte er die wissenschaftlichen Erkenntnisse seiner Zeit der interessierten Allgemeinheit nahe und lud sie damit ein, an den Entwicklungen teilzuhaben. In seiner Diskussion ging er über die einfache Beschreibung der Geschehnisse hinaus und setzte sie in Verbindung zu weiteren seismischen Aktivitäten, die in den Jahren 1811 bis 1813 in der weiteren Umgebung verzeichnet wurden, z. B. die Zerstörung der Stadt Caracas durch ein Erdbeben und den Ausbruch des Vulkans von St. Vincent.